# Gisela Kinzel
Gisela Maria Kinzel, z domu Gottwald (ur. 17 maja 1961 w Kirchhellen) – niemiecka lekkoatletka specjalizująca się w biegach sprinterskich, uczestniczka letnich igrzysk olimpijskich w Seulu (1988). W czasie swojej kariery reprezentowała Republikę Federalną Niemiec.

## Sukcesy sportowe
- czterokrotna medalistka mistrzostw RFN w biegu na 400 metrów – dwukrotnie złota (1985, 1986), srebrna (1987) oraz brązowa (1983)[1]
- srebrna medalistka halowych mistrzostw RFN w biegu na 200 metrów (1987)[2]
- czterokrotna medalistka halowych mistrzostw RFN w biegu na 400 metrów – złota (1985) oraz trzykrotnie srebrna (1984, 1986, 1988)[3]

| Rok  | Miasto    | Zawody                    | Konkurencja        | Wynik         |
| ---- | --------- | ------------------------- | ------------------ | ------------- |
| 1983 | Helsinki  | mistrzostwa świata        | sztafeta 4 × 400 m | 6. miejsce    |
| 1986 | Stuttgart | mistrzostwa Europy        | sztafeta 4 × 400 m | srebrny medal |
| 1987 | Liévin    | halowe mistrzostwa Europy | bieg na 400 m      | srebrny medal |
| 1987 | Rzym      | mistrzostwa świata        | sztafeta 4 × 400 m | 5. miejsce    |
| 1988 | Budapeszt | halowe mistrzostwa Europy | bieg na 400 m      | 5. miejsce    |

## Rekordy życiowe
- bieg na 200 metrów (hala) – 23,65 – Karlsruhe 06/02/1987
- bieg na 400 metrów – 50,83 – Berlin 15/08/1986
- bieg na 400 metrów (hala) – 51,76 – Dortmund 16/02/1985